# Controversy (Prince-dal)
A "Controversy" Prince 1981-es albumának címadó dala. A dalban olyan témákat dolgoz fel, amelyről spekulációk voltak a zenésszel kapcsolatban, mint a szexualitása, a nem, etnikai háttere és azt, hogy nem érti miért érdekli ez az embereket.

## Háttér
A dalnak két fő versszaka van, mely közben a dal címe van gyakran ismételve. A szám közepén elmondja a teljes Miatyánk imát, amelynek köszönhetően sokan istenkáromlónak nevezték a dalt. A dal B-oldala a "When You Were Mine" volt a Dirty Mind albumról.
1993-ban a The Hits/The B-Sides támogatásának érdekében újra kiadták a dalt az Egyesült Királyságban, mint egy kétlemezes középlemez, amelyen a válogatáson nem szereplő sikeres Prince-dalok szerepeltek. Az első CD-n szerepelt a "Controversy", a "The Future", a "Glam Slam", és a "D.M.S.R.", míg a második CD-n a "Controversy", "Anotherloverholenyohead", a "Paisley Park", és a "New Power Generation (Part II)" volt megtalálható. 1993 decemberében 5. helyet ért el a Brit kislemezlistán.
A "Controversy" áttörő sikert hozott a zenésznek Ausztráliában, ahol a 15. helyig jutott a slágerlistákon, míg az Egyesült Államokban 3. helyig a Black Singles listán és 70. helyig a Billboard Hot 100-on. A "Let's Work" mellett a "Controversy" egyike volt a hét első helyezett Prince-kislemeznek a Dance listákon.

## Kiadások
- "Controversy" (7 inch Edit) / (Single Version) - 3:39
- "Controversy" (Album Version) - 7:14
- "Controversy" (Live In Hawaii) - 6:06

## Live in Hawaii
A "Controversy (Live in Hawaii)" egy 2004. március 29-én, az NPG Music Clubon keresztül megjelent digitális kislemez. A kislemezen megtalálható a "Controversy" dal koncertfelvétele, amelyet 2003-ban vettek fel Prince turnéja közben. CD formátumban is megjelent a Prince in Hawaii Gift Box részeként.

## Slágerlisták
| Slágerlista (1981)                | Legmagasabb pozíció |
| --------------------------------- | ------------------- |
| Ausztrál kislemezlista            | 15                  |
| Holland kislemezlista             | 28                  |
| US Billboard Hot 100              | 70                  |
| US Billboard Hot Black Singles    | 3                   |
| US Billboard Hot Dance Club Songs | 1                   |